# 艾達·亨德爾
艾達·亨德爾女爵士，CBE （英語：Ida Haendel，1928年12月15日—2020年7月1日），是一位波蘭裔英籍小提琴家，20世紀最著名的女性演奏家之一。亨德爾自小便以演奏神童身分聞名，逾七十年的職業生涯作育英才無數。

## 生平

### 早年
1928年，艾達·亨德爾出生於波蘭海乌姆一個猶太家庭。3歲時，她拾起家中的小提琴把玩，其演奏天賦亦由此展現。1933年，5歲的亨德爾以神童之姿摘下華沙音樂院的比賽金牌，以及第一屆的胡伯曼獎（Huberman Prize）。在1935年的維尼奧夫斯基大賽中，她的能力已足以與奥伊斯特拉赫、內弗分庭抗禮。此時已名聲遠播的亨德爾選擇暫時沉潛，前往倫敦與弗莱什·卡罗伊習琴之外，也在巴黎同乔治·埃内斯库學習。

### 職業生涯
1937年，亨德爾在倫敦與亨利·伍德合作，這是她的倫敦初登場；伍德將其比擬為欧仁·伊萨伊的高規格評價，使亨德爾收穫了世界性的肯定。二戰期間，她在兵工廠內為英、美聯軍演奏，也出席了米拉·赫斯在國家畫廊舉行的演奏會。1949年，亨德爾於赫爾辛基演奏让·西贝柳斯小提琴協奏曲之後，收到作曲家本人的來信。「您在每一個方面都無懈可擊，」西貝柳斯並補充，「我為自己感到慶幸，我的作品能夠由如此高水平的演奏者進行詮釋。」1952年至1989年間，亨德爾固定居住於蒙特利尔，與加拿大音樂社群有良好的合作，此外她定期在歐洲巡迴，也前往南美洲、亞洲演出。1973年，亨德爾受邀前往中國，她是文化大革命期間首位獲准在中國演出的西方藝術家。
2006年，亨德爾為教宗本篤十六世演奏，地點位於別具意義的奧施維茨－比克瑙集中營。
歷來與亨德爾合作的指揮家包括：比彻姆、博尔特、古森斯、萨金特、明希、克伦佩勒、索尔蒂、阿什肯纳齐、海廷克、库贝利克、拉特尔⋯⋯等。其中，與谢尔盖·切利比达奇的合作較他人更為密切。
在教學方面，亨德爾的音樂與演奏啟發了數代後進演奏家，著名者包括安娜-苏菲·穆特、大衛·加勒特、马克西姆·文格洛夫⋯⋯等人。她亦頻繁出席大賽評審，如：西貝柳斯、弗莱什、布里顿等國際級賽事。2011年，亨德爾返回故土波蘭，擔任維尼奧夫斯基大賽的評審團主席。

### 逝世
2020年7月1日，亨德爾於美國佛州彭布罗克公园的一處安養機構離世，享年91。家屬表示，晚年的亨德爾為腎臟癌所苦。

## 作品

### 自傳
《Woman With Violin》，1970年，ISBN 9780575004733

### 商業錄音
在亨德爾逾七十年的演奏生涯當中，錄音活動未曾間斷。她所錄製的作品包括貝多芬、柴可夫斯基、门德尔松、勃拉姆斯、西貝柳斯等人的協奏曲，以及巴赫的無伴奏小提琴組曲等。亨德爾主要的品牌則有EMI、和諧世界（Harmonia_Mundi）等。
亨德爾曾表示對德奧音樂特別有熱情，但除了上述的作品之外，她亦接觸巴托克、布里顿、沃爾頓、达拉皮科拉、佩特森等當代作品。

### 影視作品
- 《Ida Haendel: A Voyage of Music》，1988年
- 《I Am The Violin》，2004年
- 《Ida Haendel: This Is My Heritage》，2011年

## 獲獎與榮譽
- 西貝柳斯獎（英语：Sibelius Medal），1982年
- 大英帝國勳章，1991年[18]
- 金音叉獎（英语：Diapason d'Or），2000年[d]
- 榮譽博士，皇家音樂學院，2000年
- 榮譽博士，麦吉尔大学，2006年[19][10]

## 軼事
- 亨德爾的用琴是1699年製的斯特拉迪瓦里琴[7]。
- 亨德爾長期與逍遥音乐会合作，自1937年與伍德合作的演出起，她在皇家阿爾伯特音樂廳登台的次數達68次之多[20]。

## 外部連結
- 艾達·亨德爾的Discogs页面（英文）